# Corythalia arcuata fulgida
Corythalia arcuata là một phân loài nhện trong họ Salticidae.
Loài này thuộc chi Corythalia. Corythalia arcuata fulgida được Pelegrin Franganillo-Balboa miêu tả năm 1930.